# Pista del Bosc de Serradell
La Pista del Bosc de Serradell és una pista rural del terme municipal de Conca de Dalt, en territori del poble de Serradell, a l'antic terme de Toralla i Serradell, al Pallars Jussà.
Arrenca de la Pista del Barranc en el moment de creuar la llau del Cornàs. Tot seguit, s'adreça a los Plans, que travessa, i va a cercar l'Obac de Serradell, que ressegueix totalment, en direcció a l'est. Passa als peus de la Costa del Clot, per la Plana Estreta, i, sempre cap a llevant, va a cercar el Serrat de Berbui. Deixa el poble de Toralla al sud, a dalty la carena, passa al nord i per sota de l'Obaga de Saviner, i va a cercar el Serrat de Romers on gira cap al sud i ateny la carena que ha anat seguint fins aquell moment per dessota i pel nord. Per lo Batllet arriba a la Carretera de Toralla.